# 紀元前740年
紀元前740年（きげんぜん740ねん）は、西暦（ローマ暦）による年。紀元前1世紀の共和政ローマ末期以降の古代ローマにおいては、ローマ建国紀元14年として知られていた。紀年法として西暦（キリスト紀元）がヨーロッパで広く普及した中世時代初期以降、この年は紀元前740年と表記されるのが一般的となった。

## 他の紀年法
- 干支 : 辛丑
- 中国
  - 周 - 平王31年
  - 魯 - 恵公29年
  - 斉 - 荘公贖55年
  - 晋 - 昭侯6年
  - 秦 - 文公26年
  - 楚 - 武王元年
  - 宋 - 宣公8年
  - 衛 - 荘公揚18年
  - 陳 - 桓公5年
  - 蔡 - 宣侯10年
  - 曹 - 桓公17年
  - 鄭 - 荘公4年
  - 燕 - 鄭侯25年
- 朝鮮
  - 檀紀1594年
- ユダヤ暦 : 3021年 - 3022年